# Sapphirina pyrosomatis
Sapphirina pyrosomatis är en kräftdjursart som beskrevs av Giesbrecht 1892. Sapphirina pyrosomatis ingår i släktet Sapphirina och familjen Sapphirinidae. Inga underarter finns listade i Catalogue of Life.